# Speciale Violante
Speciale Violante è un romanzo per ragazzi di Bianca Pitzorno del 1989. Pubblicato nella allora neonata collana della Mondadori Gaia Junior, uscì inizialmente con il titolo Speciale Violante Estate. Successivamente ha avuto molte altre edizioni, tra cui una (Violante & Laurentina – Mondadori, 2008) in cui compare insieme al seguito Principessa Laurentina.

## Trama
Tre amiche inseparabili tra i dodici e i tredici anni (Barbara, Valentina e Vittoria) vivono in una cittadina di provincia, ma passano da sempre le estati a Dorgo, uno sperduto paesino di montagna. Nell'anno in cui si svolge la storia tutto il paese sta seguendo Violante, l’orfana di Merignac, una telenovela che viene trasmessa in lunghi blocchi di puntate (lo ‘Speciale Estate’). 
Con grande sorpresa tutta la truppe della telenovela si presenta a Dorgo, per girare la nuova serie. Barbara conoscerà il trovarobe Carmine, che permetterà di vedere da vicino i trucchi del mestiere. Conoscerà anche la coetanea Scintilla Luz, protagonista della serie, che cerca la compagnia delle tre amiche, ma finirà per soffiar loro i corteggiatori. Scintilla Luz è prepotente e bugiarda, ma al tempo stesso genera compassione nel lettore, perché circondata da adulti che la sfruttano soltanto per fare soldi. Quando viene chiamata in America per un nuovo lavoro, pianterà in asso la produzione e il regista chiederà a Barbara di sostituirla nelle ultime scene. Barbara accetta, ma all'ultimo momento un incidente capitato alla madre la costringerà a partire e farsi sostituire da Vittoria.